# José Malcampo

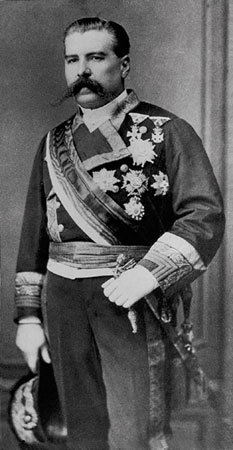
José Malcampo.

José Malcampo y Monge, markgraaf de San Rafael, graaf van Joló en burggraaf de Mindanao (San Fernando, 13 januari 1828 - Sanlúcar de Barrameda, 23 mei 1880) was een Spaans admiraal, politicus en eerste minister.

## Levensloop

### Marineofficier en afgevaardigde
Na zijn schoolopleiding volgde hij een opleiding als marineofficier. In 1856 was hij als marinekapitein de oprichter van de eerste vrijmetselaarsloge op de Filipijnen.
Hij nam later deel aan de revolutie van september 1868 en werd vervolgens politiek actief. Van 15 januari 1871 tot en met 24 augustus 1872 was hij lid van het Congreso de los Diputados en van 1871 tot 1872 was hij eveneens senator als vertegenwoordiger van de provincie Cádiz.

### Premierschap en gouverneur-generaal van de Filipijnen
Op 5 oktober 1871 werd Malcampo benoemd tot premier van Spanje ter opvolging van Manuel Ruiz Zorrilla en combineerde dit met het ministerschap van Marine. Van oktober tot november 1871 was hij tevens ad interim minister van Buitenlandse Zaken.
Ondertussen begon de partijvoorzitter van de Partido Constitucional Práxedes Mateo Sagasta meer en meer invloed te krijgen in de Cortes en op 21 december 1871 werd Malcampo afgezet als eerste minister en vervangen door Mateo Sagasta. In diens regering was Malcampo tot en met 26 mei 1872 minister van Marine.
Op 18 juni 1874 werd hij benoemd tot kapitein-generaal en gouverneur-generaal van de Filipijnen en bleef in functie tot en met 28 februari 1877. In 1875 werd hij bevorderd tot admiraal. Als gouverneur-generaal bestreed Malcampo de piraterij in de Sulu-eilanden. Anderzijds kwamen er tijdens zijn gouverneurschappen meer en meer spanningen tussen moslims en christenen in het zuiden van de Filipijnen en dit leidde tot een crisissituatie. In 1876 bracht hij wegens deze crisissituatie de sultan van Joló, Gamal ad-Din Alam, een zware nederlaag bij met de superieure Spaanse stoomboten. Uiteindelijk kwam er in juli 1878 een vredesverdrag waarbij de sultan verplicht werd om de christelijke nederzetting met rust te laten en de missionarissen openlijk in Joló toe te laten. In ruil hiervoor beloofde de Spaanse regering jaarlijks een salaris te geven aan Joló en een vrije beoefening van de islamitische godsdienst. 
Voor zijn verdienste werd hij in 1875 in de adelstand verheven met de titel "Markgraaf de San Rafael". Op 27 april 1881 werden hem nog postuum de titels "Graaf van Joló" en "Burggraaf van Mindanao" toegekend.